# 에리얼 (디즈니 캐릭터)
에리얼(Ariel)은 월트 디즈니 픽처스의 캐릭터이자 네 번째 디즈니 프린세스이다. 1989년 애니메이션 영화 《인어 공주》에서 첫 등장했다. 한스 크리스티안 안데르센의 동명 동화 인물을 모티브로 하여 창작되었다.주먹왕 랄프2에서 공주들의 대기실에서 다른 디즈니 공주(픽사 공주도 들어가지만)과 대기하는 모습을 보였다.

## 특징
마법을 통해 인간으로 변하기 전에는 상반신은 인간의 형상을, 하반신은 물고기의 형상을 지녔다. 길고 밝은 적발에 벽안을 지녔으며, 녹색의 물고기 꼬리를 가졌다. 상반신은 조개 껍질로 만든 비키니 상의를 착용한다.

## 출연 작품

### 애니메이션
- 《인어 공주》 (1989)
- 《인어 공주》 (1992-94)
- 《인어 공주 2》 (2000)
- 《인어 공주 3》 (2008)
- 《주먹왕 랄프 2: 인터넷 속으로》 (2019)

### 실사 작품
- 《인어 공주》 (2023)